# Chaillac-sur-Vienne

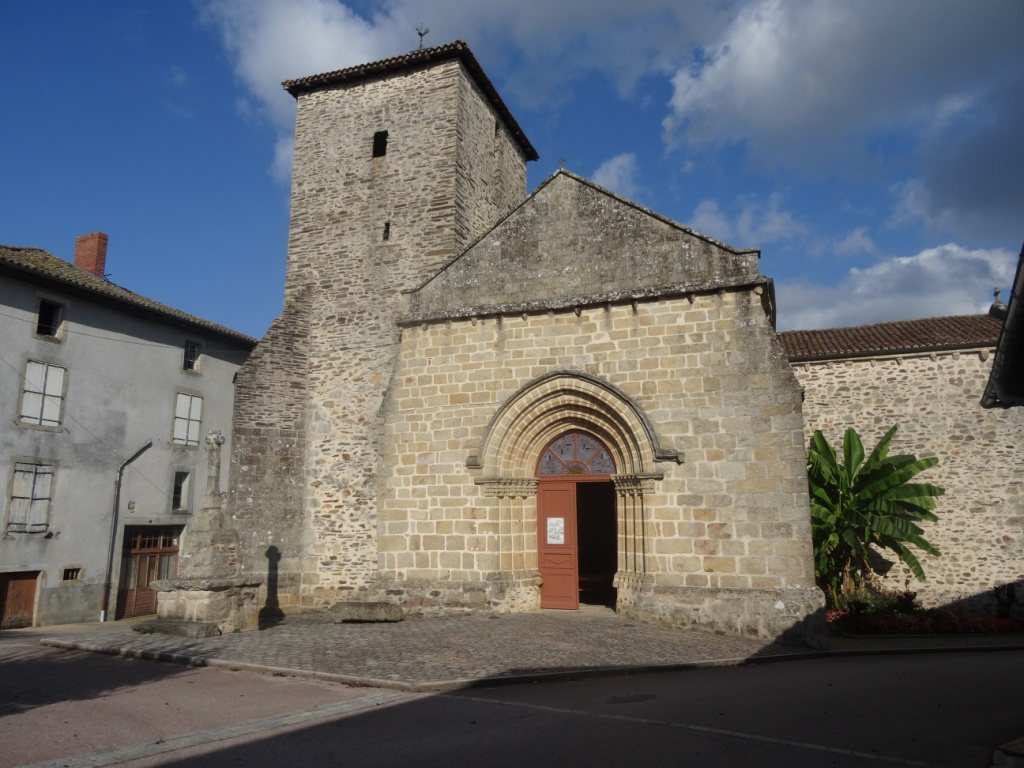
Zabytkowy Kościół św. Saturnina (2014)

Chaillac-sur-Vienne – miejscowość i gmina we Francji, w regionie Nowa Akwitania, w departamencie Haute-Vienne.
Według danych na rok 1990 gminę zamieszkiwało 898 osób, a gęstość zaludnienia wynosiła 59 osób/km² (wśród 747 gmin Limousin Chaillac-sur-Vienne plasuje się na 146. miejscu pod względem liczby ludności, natomiast pod względem powierzchni na miejscu 440.).

## Populacja

Populacja Chaillac-sur-Vienne w latach 1962–2008